# Färöische Fußballmeisterschaft 2013
Die Färöische Fußballmeisterschaft 2013 war die 71. Saison der höchsten färöischen Fußballliga. Die Liga heißt offiziell Effodeildin nach dem Hauptsponsor, dem Energieunternehmen Effo. Sie startete am 9. März 2013 und endete am 26. Oktober 2013.
Die Aufsteiger 07 Vestur und AB Argir kehrten nach einem beziehungsweise zwei Jahren in die höchste Spielklasse zurück. Meister wurde HB Tórshavn, die den Titel somit zum 22. Mal erringen konnten. Titelverteidiger EB/Streymur landete auf dem fünften Platz. Absteigen mussten hingegen TB Tvøroyri und 07 Vestur nach zwei beziehungsweise einem Jahr Erstklassigkeit.
Im Vergleich zur Vorsaison verbesserte sich die Torquote auf 3,43 pro Spiel. Den höchsten Sieg erzielten KÍ Klaksvík mit einem 7:1 im Heimspiel gegen 07 Vestur am letzten Spieltag, was zugleich das torreichste Spiel darstellte, sowie EB/Streymur beim 6:0 im Heimspiel gegen AB Argir am achten Spieltag.

## Modus
In der Effodeildin spielte jede Mannschaft an 27 Spieltagen jeweils drei Mal gegeneinander. Aufgrund der Vorjahresplatzierung trugen EB/Streymur, ÍF Fuglafjørður, HB Tórshavn, KÍ Klaksvík und Víkingur Gøta ein zusätzliches Heimspiel aus. Die punktbeste Mannschaft zu Saisonende war Meister und nahm an der Qualifikation zur Champions League teil, während die letzten beiden Mannschaften in die 1. Deild, die färöische Zweitklassigkeit, abstiegen.

## Saisonverlauf

### Meisterschaftsentscheidung
KÍ Klaksvík und ÍF Fuglafjørður starteten beide als einzige Vereine mit zwei Siegen in die Saison. Aufgrund des 1:1-Unentschiedens von KÍ im Heimspiel gegen B36 Tórshavn übernahm ÍF mit einem 3:1-Heimsieg gegen 07 Vestur am dritten Spieltag die Tabellenführung. Diese währte jedoch nur kurz, da das darauffolgende Spiel zu Hause gegen den zuvor Drittplatzierten HB Tórshavn mit 0:2 verloren wurde. Nach dem fünften Spieltag gab es erneut einen Wechsel an der Tabellenspitze. Während HB und KÍ zu Hause nicht über ein Unentschieden hinauskamen, gelang Víkingur Gøta mit einem 3:2-Heimsieg über ÍF Fuglafjørður, dem vierten Sieg im fünften Spiel, der Sprung an die Spitze. Diese mussten sie einen Spieltag später an HB Tórshavn abtreten, die im heimischen Stadion mit einem 3:0 die Oberhand behielten. Bis zum zwölften Spieltag blieb HB ungeschlagen, die erste Niederlage wurde ihnen auswärts gegen EB/Streymur mit 0:2 beigebracht. Dort betrug der Vorsprung auf den Zweitplatzierten ÍF bereits sieben Punkte. Nach der zweiten Saisonniederlage am 19. Spieltag beim 1:3 im Heimspiel gegen Víkingur Gøta waren es bereits neun Punkte Vorsprung. Diese wurden noch einmal auf fünf Punkte verkürzt, da HB in den nächsten drei Spielen nur zu zwei Unentschieden kam. Dieser Vorsprung bestand auch nach der 1:3-Niederlage bei ÍF am 25. Spieltag, so dass die nächste Runde die Entscheidung um die Meisterschaft bringen konnte. Diese fiel auch nach einem 1:0-Heimsieg von HB gegenüber TB Tvøroyri.

### Abstiegskampf
AB Argir verlor die ersten sechs Spiele und punktete erstmals beim 1:1-Unentschieden im Auswärtsspiel gegen B36 Tórshavn am siebten Spieltag. Nach dem elften Spieltag standen lediglich zwei Punkte zu Buche, der Abstand zum ersten Nichtabstiegsplatz betrug elf Punkte. 07 Vestur stand zu diesem Zeitpunkt auf dem neunten Platz mit sieben Punkten und nur einem einzigen Sieg, welcher am zweiten Spieltag im Heimspiel gegen TB Tvøroyri mit einem 4:1 erreicht wurde. Während 07 Vestur die nächsten fünf Spiele sieglos blieb, gelangen AB 13 von 15 möglichen Punkten. Auch die nächsten beiden Spiele wurden gewonnen, so dass AB am 17. Spieltag erstmals einen Nichtabstiegsplatz belegte, wohingegen TB Tvøroyri auf den neunten Platz abrutschte. Zwischen dem 14. und 20. Spieltag wurden alle Spiele verloren und der Abstand auf den damaligen Achtplatzierten KÍ Klaksvík betrug daraufhin fünf Punkte. Im direkten Duell am 21. Spieltag setzte sich TB auswärts mit 3:2 durch und konnte den Rückstand somit auf zwei Punkte verkürzen. Dieser blieb auch nach der 1:2-Auswärtsniederlage am nächsten Spieltag gegen 07 Vestur bestehen. Nach dem 24. Spieltag, KÍ spielte zu Hause 3:3 gegen EB/Streymur, während TB zu Hause mit 2:0 gegen AB Argir gewann, waren KÍ und TB punktgleich, 07 Vestur lag bereits acht Punkte zurück. Diese standen nach dem 1:0-Auswärtserfolg von KÍ Klaksvík gegen AB am 25. spieltag dann auch als erster Absteiger fest. TB verlor zudem durch die 1:2-Auswärtsniederlage gegen B36 Tórshavn wieder an Abstand und besaß zudem die weitaus schlechtere Tordifferenz. Nachdem sowohl KÍ als auch TB ihre Spiele in der vorletzten Runde jeweils verloren stand der zweite Absteiger quasi fest. Am letzten Spieltag wurde der Abstand noch auf fünf Punkte vergrößert.

## Vereine
| Mannschaft      | Stadion          | Spielort     |
| --------------- | ---------------- | ------------ |
| 07 Vestur       | á Dungasandi     | Sørvágur     |
| AB Argir        | Blue Water Arena | Argir        |
| B36 Tórshavn    | Gundadalur       | Tórshavn     |
| EB/Streymur     | við Margáir      | Streymnes    |
| HB Tórshavn     | Gundadalur       | Tórshavn     |
| ÍF Fuglafjørður | í Fløtugerði     | Fuglafjørður |
| KÍ Klaksvík     | Við Djúpumýrar   | Klaksvík     |
| NSÍ Runavík     | við Løkin        | Runavík      |
| TB Tvøroyri     | við Stórá        | Trongisvágur |
| Víkingur Gøta   | Sarpugerði       | Norðragøta   |

## Abschlusstabelle
| Pl. | Verein              | Sp. | S  | U  | N  | Tore    | Diff. | Punkte |
| --- | ------------------- | --- | -- | -- | -- | ------- | ----- | ------ |
| 1.  | HB Tórshavn         | 27  | 16 | 6  | 5  | 068:340 | +34   | 54     |
| 2.  | ÍF Fuglafjørður     | 27  | 14 | 7  | 6  | 055:480 | +7    | 49     |
| 3.  | B36 Tórshavn        | 27  | 12 | 10 | 5  | 048:350 | +13   | 46     |
| 4.  | NSÍ Runavík         | 27  | 13 | 6  | 8  | 054:470 | +7    | 45     |
| 5.  | EB/Streymur (M)     | 27  | 12 | 5  | 10 | 055:360 | +19   | 41     |
| 6.  | Víkingur Gøta (P) 1 | 27  | 12 | 5  | 10 | 041:420 | −1    | 41     |
| 7.  | AB Argir (N)        | 27  | 9  | 4  | 14 | 036:480 | −12   | 31     |
| 8.  | KÍ Klaksvík         | 27  | 6  | 10 | 11 | 054:550 | −1    | 28     |
| 9.  | TB Tvøroyri         | 27  | 5  | 8  | 14 | 027:480 | −21   | 23     |
| 10. | 07 Vestur (N)       | 27  | 3  | 5  | 19 | 025:700 | −45   | 14     |

Platzierungskriterien: 1. Punkte – 2. Tordifferenz – 3. geschossene Tore

| (M) | Meister 2012                     |
| (P) | Pokalsieger 2012                 |
| (N) | Aufsteiger aus der 1. Deild 2012 |

## Kreuztabelle
|                 | 07 Vestur | 07 Vestur | AB Argir | AB Argir | B36 Tórshavn | B36 Tórshavn | EB/Streymur | EB/Streymur | HB Tórshavn | HB Tórshavn | ÍF Fuglafjørður | ÍF Fuglafjørður | KÍ Klaksvík | KÍ Klaksvík | NSÍ Runavík | NSÍ Runavík | TB Tvøroyri | TB Tvøroyri | Víkingur Gøta | Víkingur Gøta |
| --------------- | --------- | --------- | -------- | -------- | ------------ | ------------ | ----------- | ----------- | ----------- | ----------- | --------------- | --------------- | ----------- | ----------- | ----------- | ----------- | ----------- | ----------- | ------------- | ------------- |
| 07 Vestur       |           |           | 1:1      | 0:3      | 0:3          | 1:4          | 0:2         | –           | 1:2         | –           | 1:3             | –               | 2:1         | –           | 1:1         | 2:4         | 4:1         | 2:1         | 0:1           | –             |
| AB Argir        | 2:0       | –         |          |          | 3:2          | –            | 3:1         | 0:3         | 1:3         | 2:1         | 0:1             | –               | 1:3         | 0:1         | 2:3         | 3:1         | 2:1         | –           | 3:1           | –             |
| B36 Tórshavn    | 0:0       | –         | 1:1      | 2:1      |              |              | 2:0         | –           | 3:3         | –           | 2:2             | 1:2             | 2:1         | –           | 3:1         | –           | 1:1         | 2:1         | 4:0           | 3:2           |
| EB/Streymur     | 4:0       | 4:0       | 6:0      | –        | 4:1          | 1:2          |             |             | 2:0         | –           | 1:2             | 5:0             | 4:3         | –           | 5:1         | –           | 2:2         | 3:0         | 0:0           | 0:2           |
| HB Tórshavn     | 0:0       | 6:0       | 5:1      | –        | 1:1          | 2:2          | 2:0         | 4:0         |             |             | 0:0             | –               | 3:0         | –           | 3:2         | –           | 3:0         | 1:0         | 3:0           | 1:3           |
| ÍF Fuglafjørður | 3:1       | 3:2       | 2:1      | 3:2      | 1:3          | –            | 2:2         | –           | 0:2         | 3:1         |                 |                 | 3:3         | 3:1         | 3:3         | 3:1         | 4:3         | –           | 2:1           | –             |
| KÍ Klaksvík     | 5:2       | 7:1       | 1:1      | –        | 1:1          | 0:2          | 1:1         | 3:3         | 3:4         | 3:3         | 2:2             | –               |             |             | 1:1         | –           | 3:0         | 2:3         | 1:2           | –             |
| NSÍ Runavík     | 2:1       | –         | 1:1      | :        | 1:0          | 4:0          | 2:0         | 1:0         | 0:4         | 4:2         | 3:2             | –               | 2:3         | 4:3         |             |             | 0:0         | –           | 3:0           | –             |
| TB Tvøroyri     | 2:0       | –         | 2:0      | 2:0      | 0:0          | –            | 0:2         | –           | 1:5         | –           | 2:2             | 0:1             | 1:1         | –           | 0:0         | 1:4         |             |             | 1:0           | 1:1           |
| Víkingur Gøta   | 2:2       | 3:1       | 1:0      | 0:2      | 1:1          | –            | 3:0         | –           | 2:4         | –           | 3:2             | 2:1             | 1:1         | 3:0         | 2:1         | 2:4         | 3:1         | –           |               |               |

## Torschützenliste
Bei gleicher Anzahl von Treffern sind die Spieler nach dem Nachnamen alphabetisch geordnet.

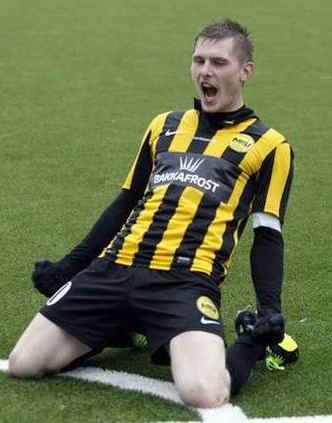
Torschützenkönig Klæmint Olsen

| Pl. | Name                  | Team            | Tore |
| --- | --------------------- | --------------- | ---- |
| 01. | Klæmint Olsen         | NSÍ Runavík     | 21   |
| 02. | Páll Klettskarð       | KÍ Klaksvík     | 20   |
| 03. | Leif Niclasen         | EB/Streymur     | 17   |
| 04. | Finnur Justinussen    | Víkingur Gøta   | 16   |
| 05. | Clayton Nascimento    | ÍF Fuglafjørður | 14   |
| 06. | Łukasz Cieślewicz     | B36 Tórshavn    | 12   |
| 06. | Øssur Dalbúð          | ÍF Fuglafjørður | 12   |
| 08. | Fróði Benjaminsen     | HB Tórshavn     | 11   |
| 09. | Adeshina Lawal        | B36 Tórshavn    | 10   |
| 10. | Álvur Christiansen    | KÍ Klaksvík     | 09   |
| 10. | Christian Mouritsen   | HB Tórshavn     | 09   |
| 10. | Símun Eiler Samuelsen | HB Tórshavn     | 09   |
| 10. | Heini Vatnsdal        | HB Tórshavn     | 09   |

## Trainer
| Mannschaft      | Trainer                | Spieltage |
| --------------- | ---------------------- | --------- |
| 07 Vestur       | Piotr Krakowski        | 01–27     |
| AB Argir        | Sámal Erik Hentze      | 01–27     |
| B36 Tórshavn    | Mikkjal Thomassen      | 01–27     |
| EB/Streymur     | Rúni Nolsøe            | 01–27     |
| HB Tórshavn     | Oddbjørn Joensen       | 01–27     |
| ÍF Fuglafjørður | Albert Ellefsen        | 01–27     |
| KÍ Klaksvík     | Páll Guðlaugsson       | 01–12     |
| KÍ Klaksvík     | Eyðun Klakstein        | 13–27     |
| NSÍ Runavík     | Abraham Løkin          | 01–15     |
| NSÍ Runavík     | Heðin Askham           | 16–27     |
| TB Tvøroyri     | Hans Fróði Hansen      | 01–16     |
| TB Tvøroyri     | Bill Mc. Leod Jacobsen | 17–19     |
| TB Tvøroyri     | Páll Guðlaugsson       | 20–27     |
| Víkingur Gøta   | Jógvan Martin Olsen    | 01–15     |
| Víkingur Gøta   | Sigfríður Clementsen   | 16–27     |

## Schiedsrichter
Folgende Schiedsrichter, darunter auch jeweils einer aus Dänemark, Finnland, Norwegen und Schweden, leiteten die 135 Erstligaspiele:
| Name                     | Stammverein   | Spiele |
| ------------------------ | ------------- | ------ |
| Dagfinn Forná            | NSÍ Runavík   | 19     |
| Petur Reinert            | Víkingur Gøta | 18     |
| Ransin Napoleon Djurhuus | HB Tórshavn   | 17     |
| Rúni Gaardbo             | B68 Toftir    | 17     |
| Eiler Rasmussen          | Skála ÍF      | 17     |
| Lars Müller              | Royn Hvalba   | 15     |
| Alex Troleis             | B68 Toftir    | 15     |
| Páll Augustinussen       | FC Suðuroy    | 08     |
| Rói Jacobsen             | FC Hoyvík     | 04     |
| Anders Gjermshus         | –             | 01     |
| Chris Johansen           | –             | 01     |
| Juha-Matti Kanniainen    | –             | 01     |
| Bent Tommy Linklett      | HB Tórshavn   | 01     |
| Jim Petersson            | –             | 01     |

## Die Meistermannschaft
In Klammern sind die Anzahl der Einsätze sowie die dabei erzielten Tore genannt.
| 1. | HB Tórshavn |
|    | Fróði Benjaminsen (27/11) \| Jógvan Rói Davidsen (16/0) \| Jóhan Davidsen (26/1) \| Magnus Egilsson (2/0) \| Andrew av Fløtum (25/6) \| Teitur Gestsson (24/0) \| Gunnar H. Haraldsen (20/5) \| Bárður Heinesen (20/4) \| Rógvi Holm (3/0) \| Hilmar Leon Jakobsen (1/1) \| Tróndur Jensen (17/0) \| Pál Joensen (24/0) \| Páll Joensen (8/2) \| Hans Jørgensen (3/0) \| Heri Mohr (1/0) \| Christian Mouritsen (27/9) \| Kristin Mouritsen (26/7) \| Jógvan Andrias Nolsøe (3/0) \| Bárður Olsen (26/2) \| Símun Eiler Samuelsen (19/9) \| Alex José dos Santos (25/1) \| Heini Vatnsdal (23/9) \| Bartal Wardum (2/0) ohne Einsatz: Eli Leifsson \| Kaj Niclasen \| Sørin Samuelsen - Trainer: Oddbjørn Joensen |

## Auszeichnungen
Nach dem Saisonende gaben die Kapitäne und Trainer der zehn Ligateilnehmer sowie Pressemitglieder ihre Stimmen zur Wahl der folgenden Auszeichnungen ab:
- Spieler des Jahres: Fróði Benjaminsen (HB Tórshavn)
- Torhüter des Jahres: Teitur Gestsson (HB Tórshavn)
- Abwehrspieler des Jahres: Jóhan Davidsen (HB Tórshavn)
- Mittelfeldspieler des Jahres: Fróði Benjaminsen (HB Tórshavn)
- Stürmer des Jahres: Páll Klettskarð (ÍF Fuglafjørður)
- Trainer des Jahres: Albert Ellefsen (ÍF Fuglafjørður)
- Nachwuchsspieler des Jahres: Hørður Askham (B36 Tórshavn)

Zusätzlich wurde folgende Elf des Jahres gewählt:
Tor: Teitur Gestsson (HB Tórshavn)
Abwehr: Bárður Hansen (Víkingur Gøta), Jóhan Davidsen (HB Tórshavn), Høgni J. Zachariassen (ÍF Fuglafjørður), Pól Jóhannus Justinussen (NSÍ Runavík)
Mittelfeld: Christian Mouritsen (HB Tórshavn), Fróði Benjaminsen (HB Tórshavn), Símun Eiler Samuelsen (HB Tórshavn)
Sturm: Páll Klettskarð (ÍF Fuglafjørður), Klæmint Olsen (NSÍ Runavík), Finnur Justinussen (Víkingur Gøta)

## Nationaler Pokal
Im Landespokal gewann Víkingur Gøta mit 2:0 gegen EB/Streymur. Meister HB Tórshavn schied im Viertelfinale gegen EB/Streymur im Elfmeterschießen aus.

## Europapokal
2013/14 spielte EB/Streymur als Meister des Vorjahres in der 1. Qualifikationsrunde zur Champions League gegen FC Lusitanos (Andorra) und setzte sich nach einem 2:2-Unentschieden durch einen 5:1-Heimsieg im Rückspiel durch. Gegen Dinamo Tiflis (Georgien) gingen in der nächsten Runde beide Spiele mit 1:6 und 1:3 verloren.
ÍF Fuglafjørður spielte in der 1. Qualifikationsrunde zur UEFA Europa League gegen Linfield FC (Nordirland) und schied mit 0:2 und 0:3 aus.
HB Tórshavn spielte ebenfalls in der 1. Qualifikationsrunde zur UEFA Europa League gegen ÍB Vestmannaeyja (Island). Nach einem 1:1 im Auswärtsspiel verlor HB zu Hause mit 0:1 und schied somit ebenfalls aus.
Víkingur Gøta spielte als Pokalsieger des Vorjahres in der 1. Qualifikationsrunde zur UEFA Europa League gegen Inter Turku (Finnland). Nach einem 0:0 zu Hause gelang auswärts ein 1:0-Sieg und der Einzug in die nächste Runde, in der Víkingur mit 0:3 und 0:4 gegen Petrolul Ploiești (Rumänien) ausschied.